# Literatura macedônia
A literatura macedônia (em macedônio/macedónio:  македонска книжевност) começa com a Escola Literária de Ácrida a qual foi criada em Ohrid (atual República da Macedônia) em 886. Estas primeiras obras foram escritas nos dialetos da recensão macedônio em tinham caráter religioso.  A escola foi criada por São Clemente de Ácrida no Primeiro Império Búlgaro.  A recensão macedônia na época fazia parte da Igreja Velha eslava e não representa um dialeto regional, mas uma forma generalizada de início oriental eslavo do sul. A padronização da língua macedônia no século XX, proveu um maior desenvolvimento da literatura macedônica moderna e este período é o mais rico na história da própria literatura.

## História
A língua macedônia não foi oficialmente reconhecido até o estabelecimento da Macedónia como uma república constituinte da Iugoslávia comunista em 1946. Krste Petkov Misirkov em seu Za Makedonskite raboti (1903; português: Sobre as Questões Macedônias) e no periódico literário Vardar (estabelecido em 1905) ajudou a criar os alicerces da língua macedônia étnica e literária. Estes esforços foram contínuos após a Primeira Guerra Mundial por Kosta Racin, que escreveu principalmente poesia em macedônio e propaganda a sua utilização através das revistas literárias da década de 1930. Os poemas de Racin em Beli mugri (1939; Amanhecer Branco), que incluem muitos elementos da poesia popular oral, foram proibidos pelo governo de pré-Segunda Guerra Mundial na Iugoslávia por causa de seu retrato realista e poderoso do povo macedônio explorado e empobrecido. Alguns escritores, como Kole Nedelkovski, produziram e publicaram no estrangeiro por causa da pressão política.

## Períodos
A Academia de Ciências e Artes da Macedônia divide a literatura macedônia em três grandes períodos, que se subdividem em outros adicionais. Os períodos da literatura macedônia são respetivamente:
- Literatura Macedônia Antiga[7] - do século IX ao XVIII
  - Da introdução do cristianismo até à invasão turca - do século IX ao XIV
  - Da invasão turca até o início do século XVIII
- Nova literatura macedônio - 1802-1944
  - período de despertar nacional
  - período revolucionário
  - período literário entre-guerras
- Literatura Macedônia Moderna - 1944 - dias de hoje

## Escritores
Alguns dos autores conhecidos que contribuem para o desenvolvimento da literatura na Macedônia:
- Krste Misirkov[8]  - escritor, filólogo e eslavista
- Aco Šopov - poeta e escritor
- Gjorgjija Pulevski[9]  - escritor e ativista político
- Gane Todorovski -  escritor, poeta e acadêmico
- Kočo Racin - escritor e poeta
- Kole Nedelkovski - poeta
- Vojdan Černodrinski[10] - escritor
- Vasil Iljoski - escritor
- Blaže Koneski - escritor
- Kiril Pejčinoviḱ[10]  - escritor
- Joakim Krčovski[10]  - escritor
- Savo Kostadinovski - escritor e tradutor
- Slavko Janevski - escritor
- Živko Čingo - escritor
- Miladinov brothers[10]
- Grigor Prličev[10]